# Thiothrix
Thiothrix (лат.) — это род нитчатых сероокисляющих бактерий, родственный родам Beggiatoa и Thioploca. Они обычно грамотрицательные (но могут быть и грамм-вариабильными), клетки их палочковидной формы (0,7—1,5 мкм в ширину на 1,2—2,5 мкм в длину). Они образуют прикрепленные к субстрату многоклеточные нити с гонидиями на свободном конце. Вершинные гонидии обладают скользящей подвижностью. Розетки филаментов образуются не всегда, но являются типичными. Сера откладывается в складках клеточной мембраны.

## Виды
- Thiothrix nivea (Rabenhorst 1865) Winogradsky 1888
- Thiothrix fructosivorans Howarth et al. 1999
- Thiothrix unzii Howarth et al. 1999
- Thiothrix caldifontis Chernousova 2009
- Thiothrix lacustris Chernousova 2009

## Среда обитания
Бактерии рода Thiothrix обитают преимущественно в проточной воде, содержащей источник сульфидов, но также встречаются в системах очистки сточных вод с активным илом. По потребности в кислороде они являются аэробными или микроаэрофильными организмами. По характеру питания виды Thiothrix могут быть факультативными автотрофами, хемоорганотрофами и миксотрофами. Диапазон температур и солёности воды пригодной для роста может варьироваться в широком диапазоне. Они также могут вступать в симбиотические отношения с другими организмами.